# 2023년 NFL 시즌
2023년 NFL 시즌(2023 NFL season)은 내셔널 풋볼 리그(National Football League, NFL)의 104번째 시즌이었다. 정규 시즌은 2023년 9월 7일에 시작되었으며, 수비수 슈퍼볼 LVII 챔피언 캔자스 시티가 NFL 킥오프 게임에서 디트로이트에 패하여 2024년 1월 7일에 끝났다.
플레이오프는 1월 13일 시작해 2024년 2월 11일 네바다주 파라다이스에 위치한 얼리전트 스타디움에서 리그 챔피언십 경기인 슈퍼볼 LVIII로 마무리됐다. 캔자스시티는 샌프란시스코를 꺾고 2004년 뉴잉글랜드 패트리어츠 이후 첫 번째 팀이 됐다. 슈퍼볼 챔피언으로 반복된다.
이번 시즌은 디비전의 모든 팀(이 경우 AFC 노스)이 우승 기록을 세운 1935년 이후 첫 번째 시즌이었다.